# Crobylophora metallifera
Crobylophora metallifera là một loài bướm đêm thuộc họ Lyonetiidae. Nó được tìm thấy ở Nam Phi.